# Roger Gailliez
Roger Robert Gailliez (Péronnes-lez-Binche, 8 december 1930 - Aat, 1 juni 2018) was een Belgisch volksvertegenwoordiger.

## Levensloop
Gailliez, beroepshalve bediende, was zeventien toen hij in Péronnes de Rode Valken oprichtte. Hij was er bij toen de zestigste verjaardag werd gevierd in 2007.
Hij werd gemeenteraadslid van Péronnes in 1958 en was er later burgemeester. In 1977 fuseerde Péronnes met Binche, waar Gailliez tot 1994 gemeenteraadslid en schepen was.
Hij werd socialistisch volksvertegenwoordiger voor het arrondissement Zinnik en vervulde dit mandaat tot in 1965. Hij was ook een belangrijk man binnen de partij, waarvan hij verschillende jaren de secretaris-generaal was.